# Underwear
Underwear från 1971 är ett musikalbum med jazzpianisten Bobo Stenson.

## Låtlista
Låtarna är skrivna av Bobo Stenson om inget annat anges.
1. Underwear – 7:45
2. Luberon – 9:20
3. Test – 3:30
4. Tant W. – 8:50
5. Untitled (Ornette Coleman) – 3:55
6. Rudolf (Arild Andersen) – 6:10

## Medverkande
- Bobo Stenson – piano
- Arild Andersen – bas
- Jon Christensen – slagverk